# Naczelne Dowództwo Wojska Polskiego (1919)

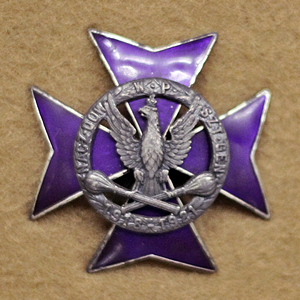
Odznaka NDWP

Naczelne Dowództwo Wojska Polskiego (NDWP) – instytucja Wojska Polskiego w latach 1919–1921.
Za początek Naczelnego Dowództwa Wojska Polskiego uznaje się 13 lutego 1919, kiedy to oddziały SGWP rozkazem L.70 szefa Sztabu Generalnego zaczęły używać w korespondencji nagłówka Naczelne Dowództwo. W czasie swojego istnienia NDWP było wielokrotnie reformowane (w marcu i maju 1919, styczniu 1920 i po zawarciu rozejmu z bolszewikami), a podlegał mu obszar wojenny ziem pod kontrolą wojsk polskich. Rozwiązane zostało 3 kwietnia 1921 roku, po zakończeniu wojny polsko-bolszewickiej. Przez cały okres funkcjonowania kierował nim Marszałek Polski Józef Piłsudski.

## Struktura organizacyjna i obsada personalna w marcu 1919
Oddział I Operacyjny
- szef oddziału – ppłk Jan Thullie

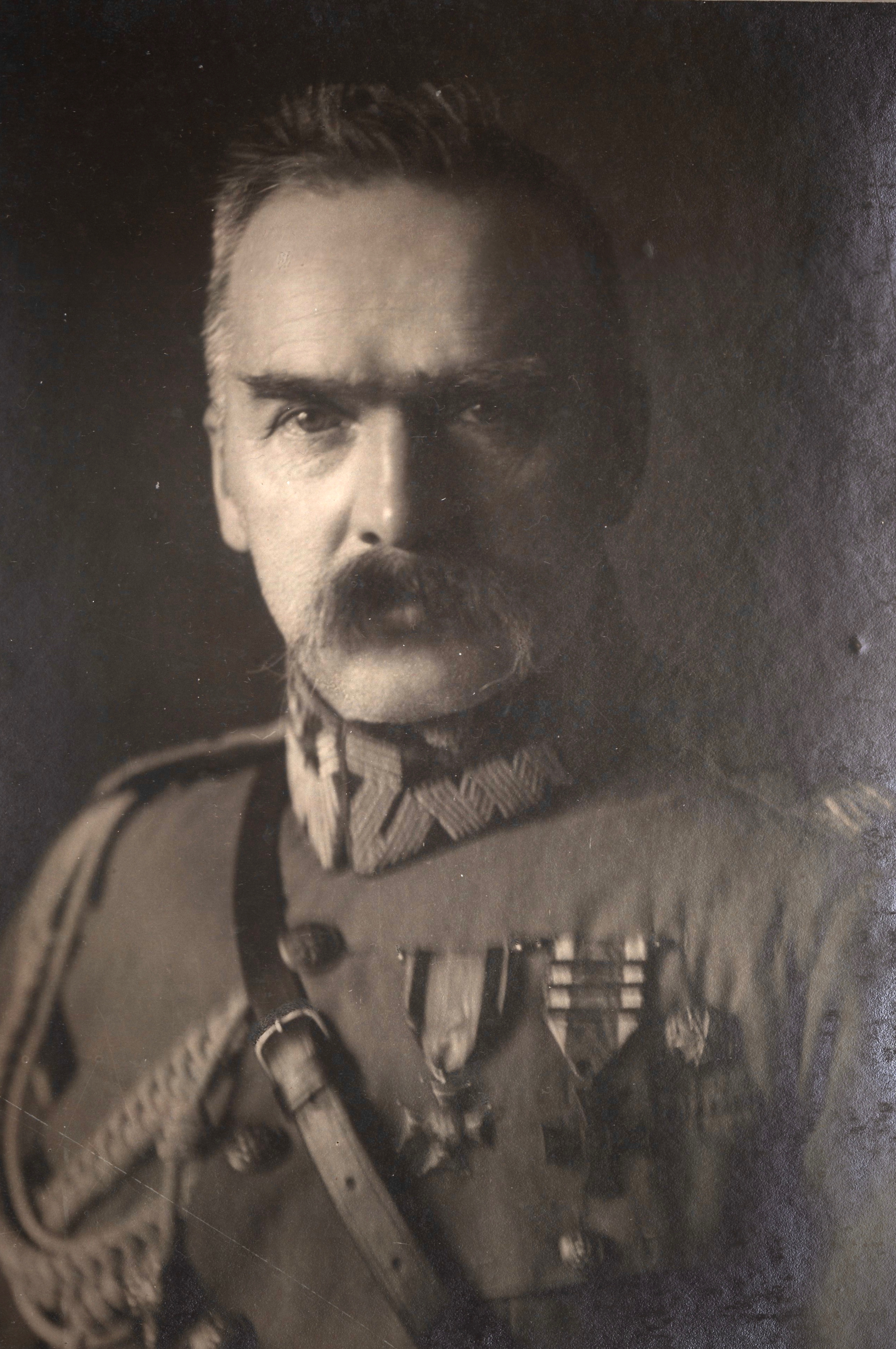
Naczelny Wódz Marszałek Polski Józef Piłsudski

- Sekcja I Operacyjna – ppłk Julian Stachiewicz
- Sekcja II Organizacyjna – kpt. Tadeusz Kutrzeba
- Adiutantura

Oddział II Służby Łączności 
- szef oddziału – kpt. Stefan Rotarski
  - Sekcja I Telefonii i Telegrafii Polowej
  - Sekcja II Radiotelegrafii
  - Sekcja III Telegrafii Etapowej
  - Adiutantura

Oddział III Kolejowy
- szef Oddziału – ppłk Jan Brzozowski-Haluch
- zastępca szefa – ppor. Marian Przybylski
- Sekcja I Wojskowo-Kolejowa
- Sekcja II Transportowa
- Sekcja III Kolej Wojskowa
- Adiutantura Techniczna
- Adiutantura Personalna

Oddział IV Kwatermistrzowski 
- szef oddziału – mjr Stanisław Starzewski
- Sekcja I Ogólna – kpt. Stanisław Kwaśniewski
- Sekcja II Broni i Amunicji – kpt. Ludwik Gerstman
- Sekcja III Techniczna – mjr Jan Jeleń
- Sekcja IV Samochodowa – por. Leon Silberman-Skarżyński
- Sekcja V Intendentura – mjr Włodzimierz Pietruszewicz
- Sekcja VI Lekarska i Duchowna – ppłk dr Wojciech Rogalski
- Sekcja VII Sądowo-Prawna - mjr Julian Kurowski

Oddział V Prezydialny 
- szef oddziału – ppłk Kazimierz Ładoś
- Sekcja I (ewidencja dowódców wojsk)
- Sekcja II (ewidencja oficerów NDWP)
- Sekcja III Kancelaria i Adiutantura

Oddział VI Informacyjny
- szef oddziału – mjr Karol Bołdeskuł
- Sekcja I Wojskowo-Dyplomatyczna
- Sekcja II Spraw Zachodu
- Sekcja III Spraw Wschodu
- Sekcja IV Polityczna
- Sekcja V Policyjno-Wojskowa
- Sekcja VI Biura Wywiadowczego
- Sekcja VII Biura Prasowego i Redakcja Żołnierza Polskiego
- Sekcja VIII Adiutantury

## Struktura organizacyjna i obsada personalna w maju 1919
Oddział I Organizacyjny 
- szef oddziału – płk Eugeniusz Tinz
- Sekcja A (front) – mjr Ludwik de Laveaux
- Sekcja B (tyły) – kpt. Stefan Rowecki
- Sekcja C (artyleria) – kpt. Emil Krukowicz-Przedrzymirski
- Adiutantura – W. Zamorski

Oddział II Informacyjny 
- szef oddziału – mjr Karol Bołdeskuł
- Sekcja I Wojskowo-Dyplomatyczna
- Sekcja II Szyfrów
- Sekcja III Zachód
- Sekcja IV Wschód
- Sekcja V Polityczna
- Sekcja VI Biura Wywiadowczego
- Sekcja VII Biura Prasowego
- Sekcja VIII Adiutantury

Oddział III Operacyjny 
- szef oddziału – płk Julian Stachiewicz
- Sekcja Wschód – por. Bronisław Regulski
- Sekcja Zachód – kpt. Wacław Łapiński
- Sekcja Planów – kpt. Rozwadowski
- Sekcja Historyczno-Operacyjna – por. Stefan Pomarański
- Adiutantura

Oddział IIIA Łączności 
- szef oddziału – kpt. Stefan Rotarski
- Sekcja I
- Sekcja II
- Sekcja III

Oddział IIIB Lotnictwa 
- szef oddziału – kpt. pil. Julian Słoniewski

Oddział IV Główne Kwatermistrzostwo 
- szef oddziału – mjr Stanisław Starzewski
- Sekcja I Ogólna – kpt. Stanisław Kwaśniewski
- Sekcja II Intendentury – mjr Włodzimierz Pietruszewicz
- Sekcja III Broni i Amunicji – kpt. Ludwik Gerstman
- Sekcja IV Techniczna – mjr Mieczysław Dobrucki
- Sekcja V Samochodowa – por. Leon Silberman–Skarżyński
- Sekcja VI Taborów i Koni – ppor. Antoni Chocieszyński
- Sekcję VII Lekarska – ppłk Wojciech Rogalski
- Sekcja VIII Weterynaryjna – mjr lek. wet. Maksymilian Kowalewski
- Sekcja IX Duchowna – ks. dziekan Piotr Niezgoda
- Sekcja X Sądowo-Prawna – mjr Julian Kurowski
- Sekcja XI Polityczna – mjr Stanisław Laudański
- Sekcja XII Personalna – ppor. Adam Mniszek
- Sekcja XIII Zdobyczy Wojennej – wakat
- Sekcja XIV Statystyczna – wakat
- Adiutantura
- Komisja Kasowa

Oddział IV A Kolejowy
- szef oddziału – mjr Jan Brzozowski-Haluch
- zastępca szefa – mjr Marian Przybylski
- Sekcja I Wojsk kolejowych – kpt. Aleksander Szychowski
- Sekcja II Kolei Wojskowych – inż. Rodowicz
- Sekcja III Transportowa – wakat
- Sekcja IV Techniczna – wakat
- Adiutantura

Oddział V Prezydialny 
- szef oddziału – ppłk Kazimierz Ładoś
- Sekcja I – mjr Kamil Jakesch
- Sekcja II – kpt. Dudziński
- Sekcja III Kancelarii – mjr Eksner

## Struktura organizacyjna i obsada personalna w styczniu 1920
Oddział I Organizacyjny
- szef oddziału – płk Eugeniusz Tinz
- zastępca szefa oddziału – Erwin Więckowski
- Sekcja A (front) – mjr Ludwik de Laveaux
- Sekcja B (tyły) – kpt. Stefan Rowecki
- Sekcja C (artyleria) – kpt. Emil Krukowicz-Przedrzymirski, następnie kpt. Sokołowski
- Adiutantura – urzędnik W. Zamorski

Oddział II Informacyjny
- szef oddziału – mjr Karol Bołdeskuł
- Sekcja I Wojskowo-Dyplomatyczna
- Sekcja II Szyfrów
- Sekcja III Zachód
- Sekcja IV Wschód
- Sekcja V Polityczna
- Sekcja VI Biura Wywiadowczego
- Sekcja VII Biura Prasowego
- Sekcja VIII Adiutantury

Oddział III Operacyjny
- szef oddziału – płk Julian Stachiewicz
- Sekcja Wschód – por. Bronisław Regulski
- Sekcja Zachód – kpt. Wacław Łapiński
- Sekcja Planów – kpt. Rozwadowski
- Sekcja Historyczno-Operacyjna – por. Stefan Pomarański
- Adiutantura

Oddział IV Etapowy 
- szef oddziału – płk Stanisław Starzewski
- zastępca szefa oddziału – ppłk Stanisław Kwaśniewski
- Sekcja Ogólna – mjr Kazimierz Bogumił Janicki
- Sekcja Uzbrojenia – wakat
- Sekcja Taborów i Koni – mjr Artur Tannenhorst–Rössner
- Sekcja Samochodowa – mjr Leon Siberman-Sarżyński
- Sekcja Zdobyczy Wojennej – ppłk Franciszek Kopetachny–Kopeczny
- Sekcja Jeńców – mjr Józef Sas-Hoszowski
- Sekcja Statystyczna – por. Henryk Rostański
- Sekcja Zaopatrzenia Inżynierów i Saperów – por. inż. Bronisław Kisielewski
- Adiutantura – kpt. Rudolf Klotzek
- Centralny Urząd Rozdzielczy – mjr Stanisław Hendrychowski

Oddział V
- szef oddziału – płk Kazimierz Ładoś
- Sekcja G – ppłk Kamil Jakesch
- Sekcja H – kpt. Wincenty Lekki
- Sekcja W – kpt. Dudziński
- Sekcja E – mjr Adam Mniszek
- Sekcja Z – kpt. Stefan Chrznowski
- Adiutantura – ppor. Majewski

Centralny Zarząd Poczt Polowych 
- szef zarządu – Jakub Salicki

Duszpasterstwo
- ks. dziekan Piotr Niezgoda
- Sekcja I Personalna – ks. dziekan Piotr Niezgoda
- Sekcja II Organizacyjna – ks. mjr Ignacy Geppert
- Sekcja III Metrykalna i do Spraw Obrządku Grecko-Katolickiego – ks. Mikołaj Nagórzański

Szefostwo Intendentury Polowej 
- szef intendentury – mjr Włodzimierz Pietruszewicz
- Sekcja I Żywnościowa – por. Ludwik Szczerbiński
- Sekcja II Ekwipunkowa – por. Jan Latocha
- Sekcja III Finansowa – por. Emil Krotochwil
- Sekcja IV Personalno-Organizacyjna – por. Kazimierz Pilarz
- Adiutantura – por. Ignacy Bazarnik

Szefostwo Kolejnictwa Polowego 
- szef – płk Jan Brzozowski-Haluch
- zastępca szefa – mjr Marian Przybylski
- Sekcja I Ogólna – mjr Aleksander Szychowski
- Sekcja II Wojsk Kolejowych – mjr Stanisław Hajduk
- Sekcja III Służby Kolejowej – inż. Aleksander Bobkowski
- Adiutantura – por. Gutkowski

Szefostwo Lotnictwa 
- szef – mjr pil. Sergiusz Abżółtowski
- Sekcja I Taktyczna – por. Włodzimierz Baczyński
- Sekcja II Techniczna – kpt. Pietraszkiewicz
- Sekcja III Aeronautyczna – kpt. Wolszlegier
- Adiutantura – por. Prażmowski
- Centralna Aerofotograficzna – por. Radgowski

Szefostwo Sanitarne 
- szef – gen. lek. Wojciech Rogalski
- Sekcja I Personalna – kpt. dr Witold Zawadowski
- Sekcja II Spraw Ogólnych i Szpitalnictwa – ppłk Andrzej Kończacki
- Sekcja III Higieny Frontów i Etapów – kpt. Stanisław Saski
- Sekcja IV Aprowizacji Sanitarnej i Aptekarstwa – por. Szymonowicz
- Adiutantura – por. Hermanowski

Szefostwo Sądownictwa Polowego 
- szef – płk Julian Kurowski
- Sekcja Oraganizacyjno-Personalna – kpt. Rybicki
- Sekcja Konsultacyjna – kpt. Kazimierz Greger
- Sekcja Spraw Sądowych – kpt. Kazimierz Ćwiczyński
- Adiutantura – por. Majewski

Szefostwo Służb Łączności 
- szef – ppłk Stefan Rotarski
- Sekcja I Telegrafii Frontowej – mjr Emil Kaliński
- Sekcja II Radiotelegrafii – por. Kazimierz Jackowski
- Adiutantura – ppor. Skulicz

Szefostwo Weterynaryjne 
- szef – mjr lek. wet. Maksymilian Kowalewski
- Sekcja I Organizacyjno-Personalna – rtm. Bronisław Wójcicki
- Sekcja II Inspekcyjna – mjr Stanisław Wagner
- Sekcja III Statystyczna i Zaopatrzenia Sanitarnego – por. Julian Puzyna
- Adiutantura – ppor. Łukaszewicz

Szefostwo Żandarmerii Polowej
- szef – mjr Stanisław Krzaczyński
- zastępca szefa – mjr Witold Sokołowski
- Sekcja I Organizacyjna – por. Felicjan Plato Bałaban
- Sekcja II Personalna – por. Rudolf Drapella, następnie rtm. Jakub Zapała
- Sekcja III Śledcza – rtm. Kazimierz Wiśniewski
- Sekcja IV Gospodarcza – por. Henryk Janocki
- Adiutantura – por. Stanisław Kuciel
- Szwadron sztabowy

## Struktura organizacyjna w grudniu 1920
Oddział II Informacyjny
- Sekcja I Ewidencyjna
- Sekcja II Biuro Wywiadowcze
- Sekcja III Biuro Prasowe
- Sekcja IV Szyfrowa
- Sekcja V Propagandy
- Sekcja VI Defensywy

Oddział III Operacyjny
- Sekcja Wschód
- Sekcja Planów
- Sekcja Historyczno-Operacyjna

Oddział V Prezydialny
- Sekcja G
- Sekcja W
- Sekcja E
- Sekcja O
- Sekcja Z

Szefostwo Inżynierii i Saperów
- Sekcja Organizacyjna
- Sekcja Materiałowa